# Paprocie
Paprocie (deutsch Elisenhof) ist ein Wohnplatz in der Woiwodschaft Westpommern in Polen. Er gehört zu der Gmina Siemyśl (Gemeinde Simötzel) im Powiat Kołobrzeski (Kolberger Kreis). 
Der Wohnplatz liegt in Hinterpommern, etwa 12 Kilometer südwestlich von Kołobrzeg (Kolberg) und etwa 95 Kilometer nordöstlich von Stettin. 
Der Wohnplatz ging aus der Schäferei des Gutes Gandelin hervor, die bereits im 18. Jahrhundert erwähnt wurde. In der Mitte des 19. Jahrhunderts wurde die Schäferei in ein Vorwerk umgewandelt, das den Namen „Elisenhof“ erhielt. Im Jahre 1864 wurden 19 Einwohner gezählt, im Jahre 1885 waren es 12 Einwohner. Bei der Aufteilung des Gutes Gandelin im Jahre 1888 wurde auch Elisenhof verkauft. Der Erwerber ließ Elisenhof im Jahre 1895 seinerseits in 11 Hofstellen aufteilen. 
Elisenhof gehörte zunächst zum Gutsbezirk Gandelin, dann zu der im Jahre 1901 anstelle des Gutsbezirkes gebildeten Landgemeinde Neu Gandelin und schließlich zu der nach dem Ersten Weltkrieg aus den Landgemeinden Gandelin und Neu Gandelin gebildeten Landgemeinde Gandelin. Als Teil der Gemeinde Gandelin gehörte Elisenhof bis 1945 zum Landkreis Kolberg-Körlin der Provinz Pommern. Elisenhof war zwar als Ortsname auf den Messtischblättern eingetragen, wurde aber amtlich nicht als gesonderter Wohnplatz geführt. 
1945 kam Elisenhof, wie ganz Hinterpommern, an Polen. Elisenhof erhielt den polnischen Ortsnamen „Paprocie“. 